# Грушко Світлана Анатоліївна
Грушко Світлана Анатоліївна (15 січня 1992) — український асистент футбольного арбітра. Арбітр ФІФА з 2019 року

## Суддівська кар'єра
Грушко — асистентка арбітра в українському жіночому футболі, а з сезону 2020/21 також у Прем'єр-лізі, найвищій чоловічій лізі. Вона часто працювала в суддівській бригаді разом з Катериною Монзуль та Мариною Стрілецькою.
З 2019 року вона входить до списку арбітрів ФІФА і працює на міжнародних футбольних матчах. Грушко була і є асистентом арбітра в Лізі чемпіонів серед жінок, Лізі націй серед жінок, відбіркових матчах чемпіонату світу з футболу серед жінок 2019 та 2023 років та чемпіонаті світу з футболу серед чоловіків 2022 року, відбіркових матчах чемпіонату Європи 2022 та 2025 років, а також у різних інших відбіркових та товариських матчах.
На чемпіонаті Європи 2019 року серед команд до 17 років у Болгарії вона судила три матчі групового етапу. На чемпіонаті Європи 2024 року серед команд до 19 років у Литві вона судила загалом п'ять матчів, серед яких три матчі групового етапу, перший півфінал та фінал між Іспанією та Нідерландами (2:1 після додаткового часу). На чемпіонаті світу 2024 року серед команд до 20 років у Колумбії вона була асистентом арбітра у трьох матчах, включаючи два матчі групового етапу та один чвертьфінал.
Була призначена (асистенткою арбітра) на матчі чемпіонату Європи з футболу серед жінок 2025, який проходив у Швейцарії.